# Bravestarr: The Legend
Bravestarr: The Legend (Bravestar: The Movie) è un film d'animazione statunitense del 1988 diretto da Tom Tataranowicz. Era basato sulla serie animata Bravestarr.

## Trama
Il marshall Bravestarr e una giudice si recano a New Texas per catturare il malvagio spirito del bestiame Stampede e il suo aiutante Tex Hex.